# Seznam vrcholů v Ennstalských Alpách

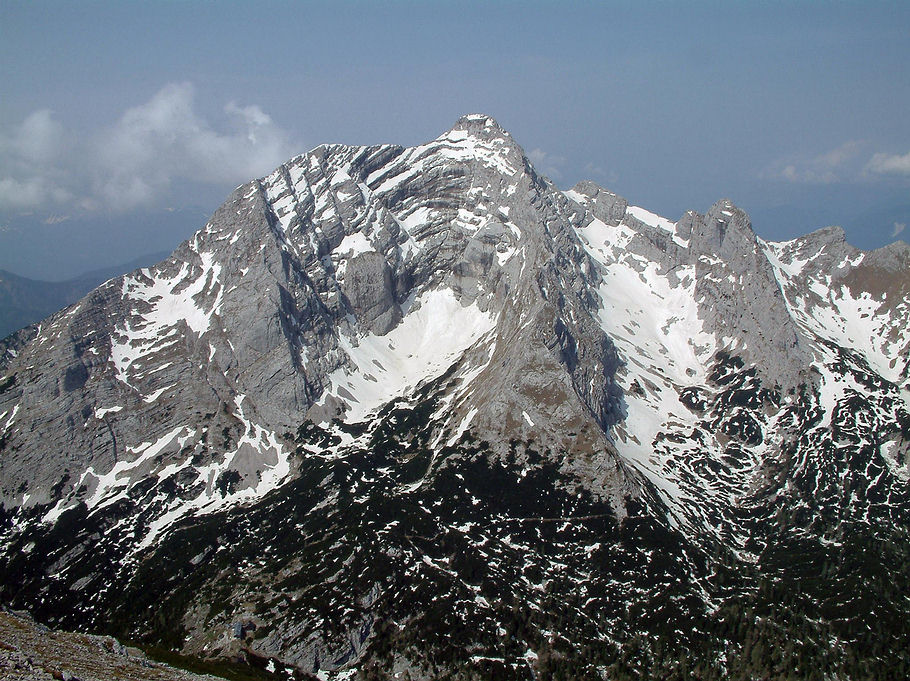
Hochtor (2369 m)

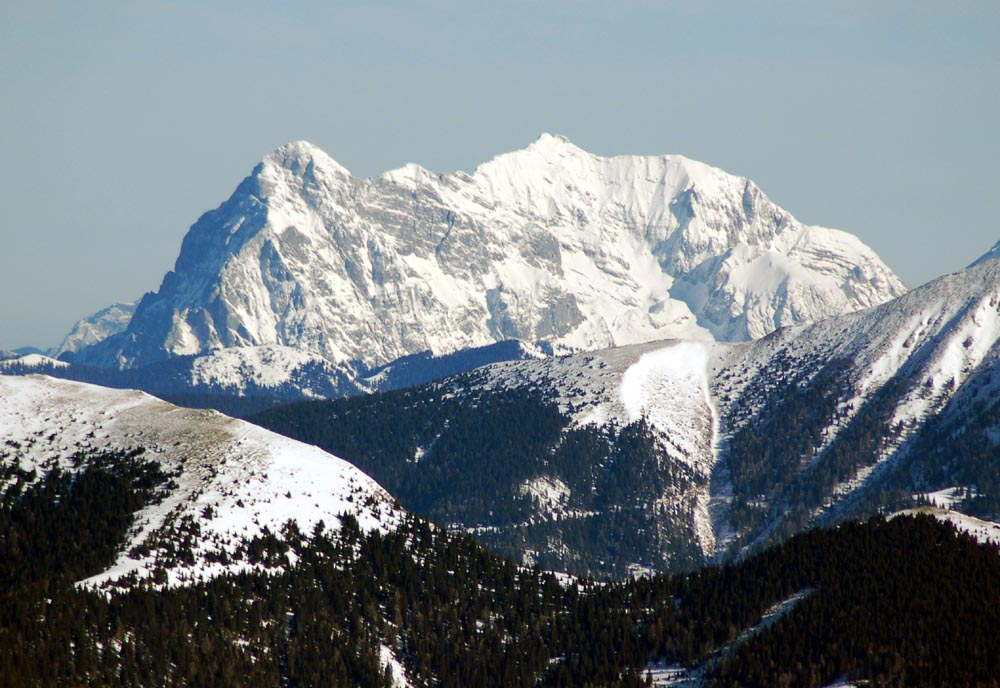
Großer Ödstein (2335 m)

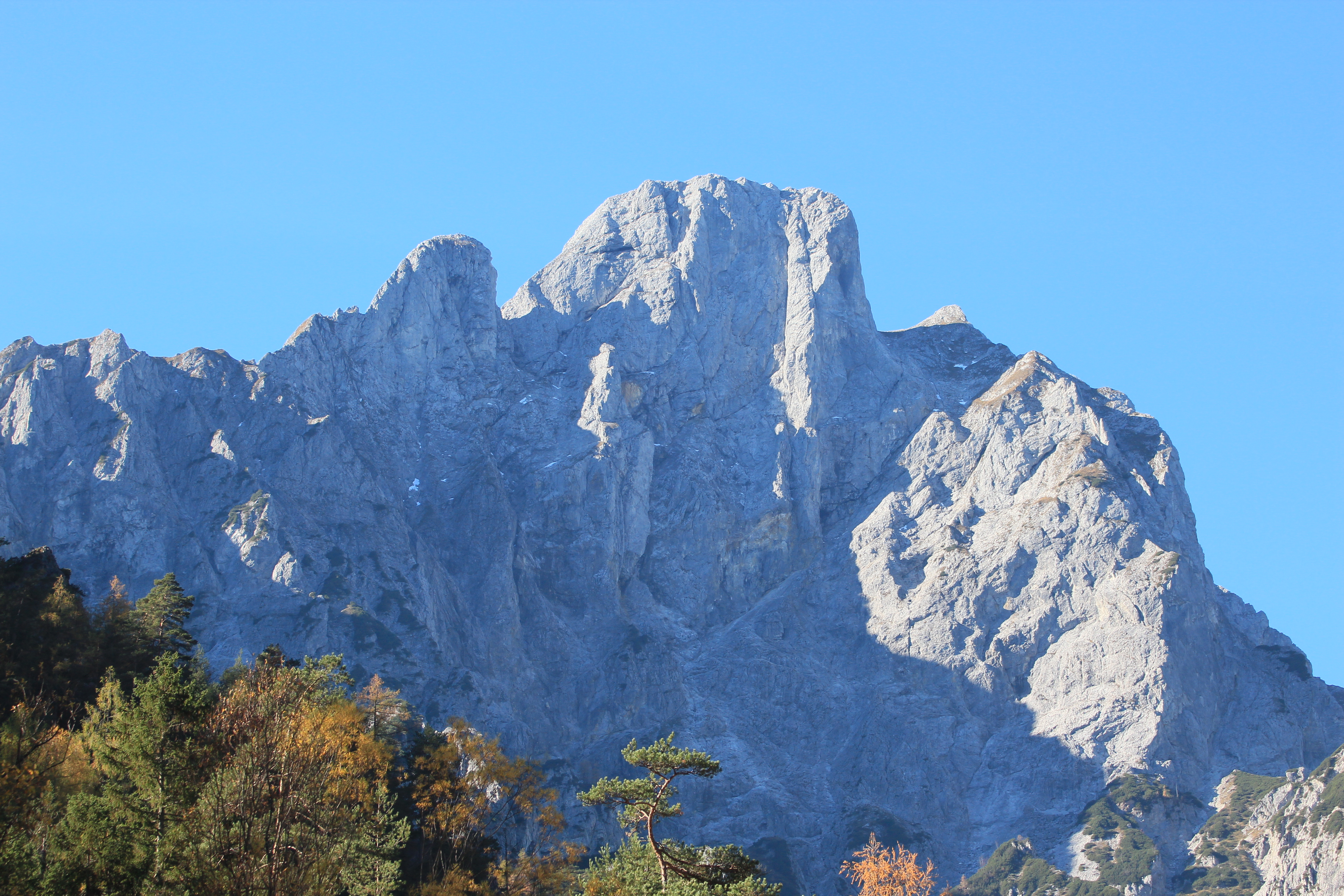
Admonter Reichenstein (2251 m)

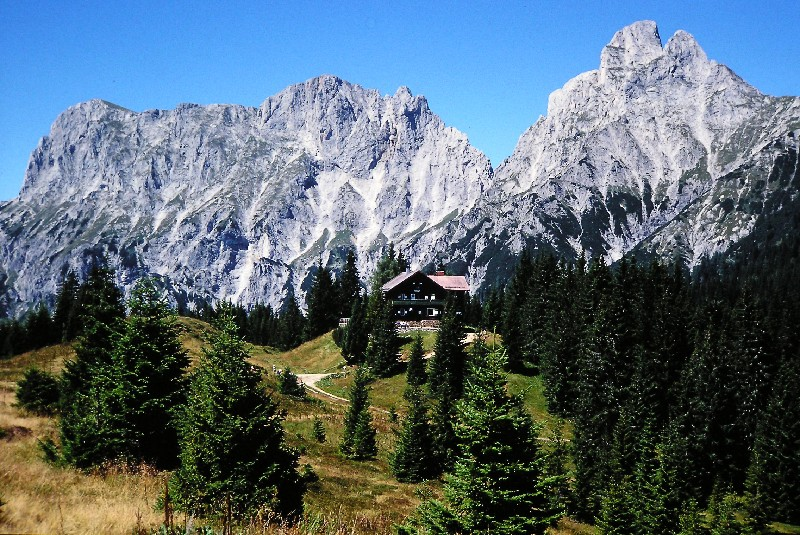
Sparafeld (2247 m)

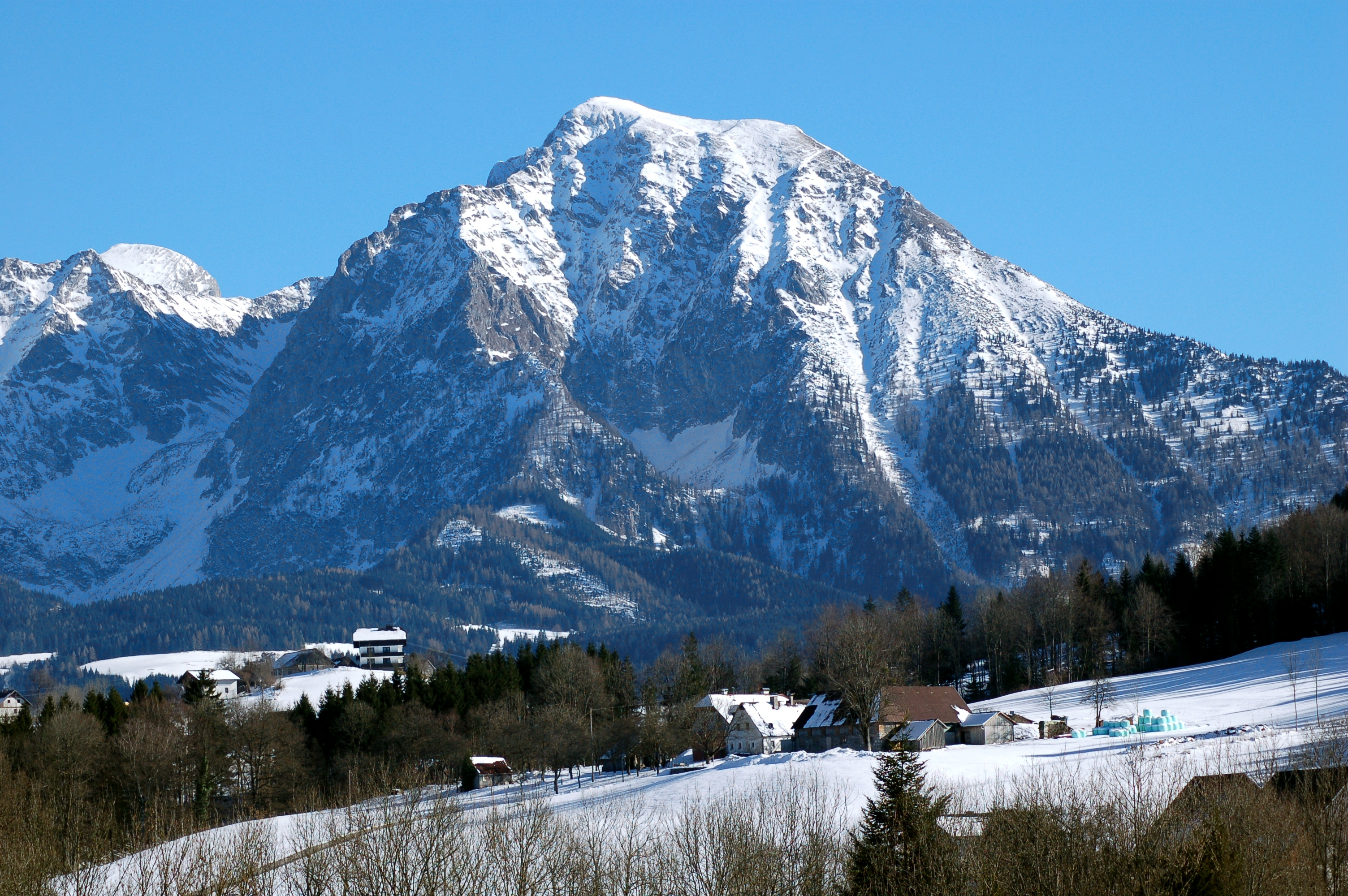
Großer Pyhrgas (2244 m)

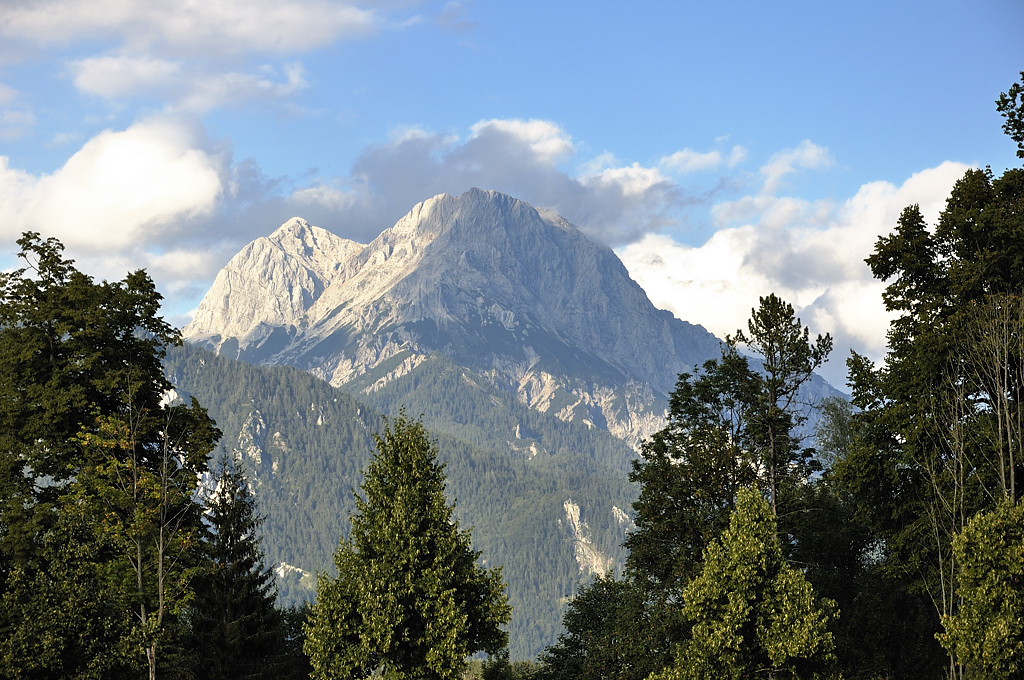
Großer Buchstein (2224 m)

Seznam vrcholů v Ennstalských Alpách zahrnuje pojmenované vrcholy s nadmořskou výškou nad 2000 m. Jako podklad k sestavení seznamu byly použity mapy dostupné na stránkách austrianmap.at.

## Seznam vrcholů
| #   | Vrchol                  | Výška (m) | Souřadnice                       | Skupina         | Značení |
| --- | ----------------------- | --------- | -------------------------------- | --------------- | ------- |
| 1.  | Hochtor                 | 2369      | 47°33′43″ s. š., 14°37′57″ v. d. | Gesäuseberge    | ano     |
| 2.  | Großer Ödstein          | 2335      | 47°33′14″ s. š., 14°36′45″ v. d. | Gesäuseberge    | ano     |
| 3.  | Festkogel               | 2269      | 47°33′22″ s. š., 14°37′14″ v. d. | Gesäuseberge    | ano     |
| 4.  | Ödsteinkarturm          | 2265      |                                  | Gesäuseberge    | ne      |
| 5.  | Haindlkarturm           | 2257      | 47°33′39″ s. š., 14°37′48″ v. d. | Gesäuseberge    | ne      |
| 6.  | Admonter Reichenstein   | 2251      | 47°32′57″ s. š., 14°32′36″ v. d. | Gesäuseberge    | ano     |
| 7.  | Sparafeld               | 2247      | 47°32′58″ s. š., 14°31′49″ v. d. | Gesäuseberge    | ano     |
| 8.  | Großer Pyhrgas          | 2244      | 47°39′11″ s. š., 14°23′54″ v. d. | Haller Mauern   | ano     |
| 9.  | Großer Buchstein        | 2224      | 47°36′37″ s. š., 14°35′48″ v. d. | Gesäuseberge    | ano     |
| 10. | Lugauer                 | 2217      | 47°33′18″ s. š., 14°43′31″ v. d. | Gesäuseberge    | ano     |
| 11. | Gößeck                  | 2214      | 47°26′55″ s. š., 14°53′58″ v. d. | Eisenerzké Alpy | ano     |
| 12. | Scheiblingstein         | 2197      | 47°39′10″ s. š., 14°25′25″ v. d. | Haller Mauern   | ano     |
| 13. | Kalbling                | 2196      | 47°32′48″ s. š., 14°31′17″ v. d. | Gesäuseberge    | ano     |
| 14. | Hochzinödl              | 2191      | 47°33′55″ s. š., 14°39′58″ v. d. | Gesäuseberge    | ano     |
| 15. | Tötenkopfl              | 2184      | 47°32′53″ s. š., 14°32′42″ v. d. | Gesäuseberge    | ne      |
| 16. | Hexenturm               | 2172      | 47°38′45″ s. š., 14°28′52″ v. d. | Haller Mauern   | ano     |
| 17. | Eisenerzer Reichenstein | 2165      | 47°30′10″ s. š., 14°56′03″ v. d. | Eisenerzké Alpy | ano     |
| 18. | Roßkuppe                | 2152      | 47°34′01″ s. š., 14°38′06″ v. d. | Gesäuseberge    | ano     |
| 19. | Grieskogel              | 2148      | 47°26′31″ s. š., 14°53′53″ v. d. | Eisenerzké Alpy | ano     |
| 20. | Sankt Gallener Spitze   | 2144      | 47°37′10″ s. š., 14°36′19″ v. d. | Gesäuseberge    | ne      |
| 21. | Zeiritzkampel           | 2125      | 47°29′29″ s. š., 14°43′36″ v. d. | Eisenerzké Alpy | ano     |
| 22. | Planspitze              | 2117      | 47°34′24″ s. š., 14°38′24″ v. d. | Gesäuseberge    | ano     |
| 23. | Gsuchmauer              | 2116      | 47°32′55″ s. š., 14°40′01″ v. d. | Geräuseberge    | ne      |
| 24. | Riffel                  | 2106      | 47°33′10″ s. š., 14°30′51″ v. d. | Gesäuseberge    | ano     |
| 25. | Hochkogel               | 2105      | 47°32′20″ s. š., 14°48′55″ v. d. | Kaiserschild    | ano     |
| 26. | Stadelfeldschneid       | 2092      | 47°32′39″ s. š., 14°39′32″ v. d. | Gesäuseberge    | ne      |
| 27. | Kreuzmauer              | 2091      | 47°39′22″ s. š., 14°26′46″ v. d. | Haller Mauern   | ne      |
| 28. | Kahlwandspitze          | 2090      | 47°26′15″ s. š., 14°53′38″ v. d. | Eisenerzké Alpy | ano     |
| 29. | Kaiserschild            | 2084      | 47°32′19″ s. š., 14°49′41″ v. d. | Kaiserschild    | ano     |
| 30. | Stadelstein             | 2070      | 47°29′24″ s. š., 14°51′25″ v. d. | Eisenerzké Alpy | ano     |
| 31. | Natterriegel            | 2065      | 47°38′25″ s. š., 14°29′22″ v. d. | Haller Mauern   | ano     |
| 32. | Wildfeld                | 2043      | 47°28′57″ s. š., 14°50′52″ v. d. | Eisenerzké Alpy | ano     |
| 33. | Mittagskogel            | 2041      | 47°38′20″ s. š., 14°29′32″ v. d. | Haller Mauern   | ano     |
| 34. | Leobner                 | 2036      | 47°29′40″ s. š., 14°39′00″ v. d. | Eisenerzké Alpy | ano     |
| 35. | Tamischbachturm         | 2035      | 47°36′53″ s. š., 14°41′56″ v. d. | Gesäuseberge    | ano     |
| 36. | Kaiserwart              | 2033      | 47°32′41″ s. š., 14°49′23″ v. d. | Kaiserschild    | ano     |
| 37. | Hohe Lins               | 2028      | 47°29′34″ s. š., 14°54′12″ v. d. | Eisenerzké Alpy | ano     |
| 38. | Lahnerleitenspitze      | 2027      | 47°29′31″ s. š., 14°40′42″ v. d. | Eisenerzké Alpy | ano     |
| 39. | Hochhäusl               | 2026      | 47°32′38″ s. š., 14°40′04″ v. d. | Gesäuseberge    | ne      |
| 40. | Kleiner Pyhrgas         | 2023      | 47°39′46″ s. š., 14°24′32″ v. d. | Haller Mauern   | ano     |
| 41. | Kreuzkogel              | 2011      | 47°33′04″ s. š., 14°30′07″ v. d. | Gesäuseberge    | ano     |